# 赫蹏
赫蹏（hè tí）又作系蹏、阋蹏、击蹏，西汉末年流行用以书写的一种小幅薄纸。
赫蹏是紙的原始名稱，流行於造紙術發明初期的西漢，早于蔡伦造纸（105年），紙質较薄。后亦以借指纸。《汉书·外戚传下·孝成赵皇后》：“（籍武）發篋中，有裹药二枚，赫蹏书。”西汉已经有植物纤维纸，但是没有发现作为书写的实物。其质地有不同的说法，一种说法是绢帛丝制薄纸，一种说法是絮纸。